# Anthony Perez
Pour les articles homonymes, voir Perez et Anthony Pérez (basket-ball).
Anthony Perez, né le 22 avril 1991 à Toulouse, est un coureur cycliste français, membre de l'équipe Cofidis.

## Biographie

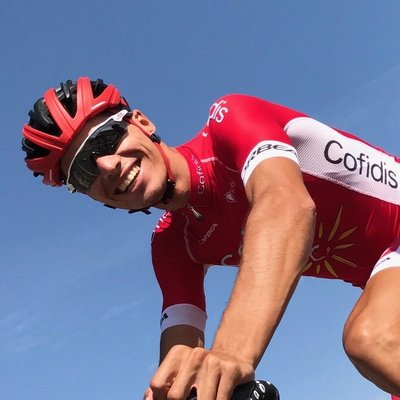
Anthony Perez lors du Tour de Burgos 2017.

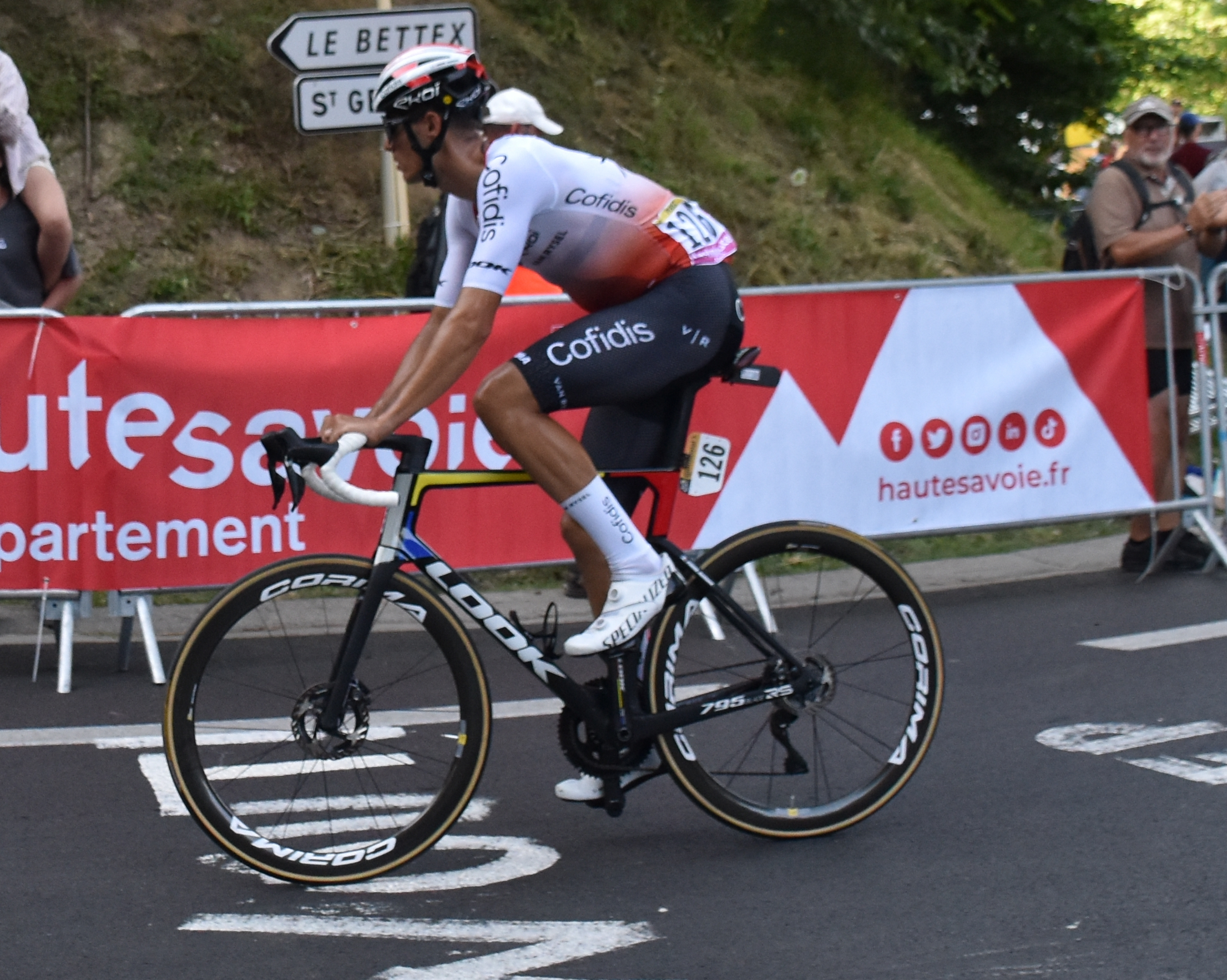
Anthony Perez - Tour de France 2023 - 15e étape.

Membre de l'AVC Aix-en-Provence entre 2012 et 2015, il signe un contrat de deux ans avec l'équipe continentale professionnelle Cofidis à la fin de cette saison. Il commence sa carrière professionnelle en Espagne, participant à trois manches du Challenge de Majorque (Trofeo Ses Salines, Trofeo Platja de Muro et Trofeo Serra de Tramuntana) fin janvier. Pour sa première saison à ce niveau, il occupe un rôle d'équipier auprès de Nacer Bouhanni ou des grimpeurs de l'équipe. Le 1er octobre, il est aligné sur sa première course WorldTour, le Tour de Lombardie.
Gêné par deux tendinites durant sa préparation hivernale pour la saison 2017, il commence la compétition fin février sur le Tour du Haut-Var. En avril, il participe à trois compétitions WorldTour, le Tour du Pays basque, la Flèche Wallonne et Liège-Bastogne-Liège où il est notamment échappé en compagnie de son coéquipier Stéphane Rossetto. Il se distingue début juin sur le Tour du Luxembourg, s'adjugeant la troisième étape devant Greg Van Avermaet et terminant 3e du classement général. Son équipe lui accordant plus de liberté sur les courses à dénivelé, il prend la 4e place de la première étape de la Route du Sud. Dix jours plus tard, au service de Nacer Bouhanni, deuxième, il termine 15e pour son deuxième championnat de France professionnel. La même année, il participe pour la première fois à un grand tour avec le Tour d'Espagne. À l'automne, il remporte une étape du Tour du Gévaudan Languedoc-Roussillon.
En 2018, Perez remporte à nouveau une étape du Tour de Luxembourg. En 2020, il gagne une étape du Tour des Alpes-Maritimes et du Var. En 2021, il s'adjuge le maillot à pois du classement de la montagne sur Paris-Nice. En 2022, il s'impose sur la Classic Loire-Atlantique.
En février 2023, Perez remporte la Drôme Classic après une échappée solitaire de 38 km,.

## Palmarès

### Palmarès amateur
- 2008
  - Tour du Pays d'Olliergues :
    - Classement général
    - 1re étape

  - 2e étape du Tour Cévennes-Garrigues (contre-la-montre)
  - 2e du Tour Cévennes-Garrigues
- 2009
  - Champion de Midi-Pyrénées du contre-la-montre juniors
  - Trophée de la ville de Châtellerault
  - 2e étape du Tour du Pays d'Olliergues (contre-la-montre)
  - 2e étape de Liège-La Gleize (contre-la-montre par équipes)
- 2010
  - 3e étape du Tour des Deux-Sèvres
- 2011
  - 1re étape du Tour de Tolède
  - 2e du Tour de Tolède
- 2012
  - 2e du Grand Prix d'ouverture Pierre Pinel
  - 2e du Grand Prix d'ouverture d'Albi
  - 2e du championnat PACA sur route
- 2013
  - Grand Prix d'ouverture d'Albi
  - Grand Prix de Birans
  - 3e du Tour du Lot-et-Garonne
  - 3e du Grand Prix de Rodez
- 2014
  - Grand Prix d'ouverture d'Albi
  - 3e étape du Tour de Franche-Comté
  - Grand Prix de Bénéjacq
  - 2e du Grand Prix Mujica
- 2015
  - Circuit de Saône-et-Loire  :
    - Classement général
    - 5e étape

  - Grand Prix de la Tomate
  - Grand Prix de Puy-l'Évêque
  - 1re étape du Tour du Piémont pyrénéen
  - 2e des Boucles guégonnaises
  - 2e du Trophée des Châteaux aux Milandes
  - 2e du Grand Prix Jésus Mujica
  - 3e du Grand Prix d'ouverture Pierre Pinel
  - 3e de Châtillon-Dijon
  - 3e du Prix des Vallons de Schweighouse

### Palmarès professionnel
| - 2017 - 3e étape du Tour de Luxembourg - 2e étape du Tour du Gévaudan Languedoc-Roussillon - 2018 - 4e étape du Tour de Luxembourg - 2019 - 2e du Duo normand (avec Christophe Laporte) - 2020 - 1re étape du Tour des Alpes-Maritimes et du Var | - 2021 - 3e de la Polynormande - 2022 - Classic Loire-Atlantique - 2023 - Drôme Classic - 2e de Cholet-Pays de la Loire |  |

### Résultats sur les grands tours

#### Tour de France
6 participations
- 2018 : 85e
- 2019 : 87e
- 2020 : abandon (3e étape)
- 2021 : 86e
- 2022 : 84e
- 2023 : non-partant (18e étape)

#### Tour d'Italie
2 participations
- 2022 : 88e
- 2025 : 124e

#### Tour d'Espagne
1 participation
- 2017 : 80e

### Classements mondiaux
| Année                                 | 2010  | 2011 | 2012 | 2013  | 2014 | 2015 | 2016 | 2017 | 2018 | 2019 | 2020 | 2021 | 2022 | 2023 | 2024 |
| ------------------------------------- | ----- | ---- | ---- | ----- | ---- | ---- | ---- | ---- | ---- | ---- | ---- | ---- | ---- | ---- | ---- |
| Classement mondial                    |       |      |      |       |      |      | nc   | 479e | 582e | 560e | 822e | 418e | 395e | 195e | 678e |
| UCI Europe Tour                       | 1186e | nc   | nc   | 1034e | nc   | 708e | nc   | 256e | 373e | 423e | 657e | 345e | 317e | nc   | nc   |
|                                       |       |      |      |       |      |      |      |      |      |      |      |      |      |      |      |
| Légende : nc = non classéSource : UCI |       |      |      |       |      |      |      |      |      |      |      |      |      |      |      |